# Eucera tibialis
Eucera tibialis är en biart som beskrevs av Ferdinand Morawitz 1875.
Eucera tibialis ingår i släktet långhornsbin, och familjen långtungebin. Inga underarter finns listade i Catalogue of Life.